# Dietikon
Dietikon är en stad och kommun i kantonen Zürich, Schweiz. Kommunen har 28 201 invånare (2023).
Dietikon är huvudort i distriktet Dietikon.